# La lettera (dramma)
La lettera (The Letter) è un dramma in tre atti di William Somerset Maugham rappresentato per la prima volta nel 1927 al Playhouse Theatre di Londra, tratto dal racconto omonimo dello stesso autore.

## Trama
La vicenda si svolge a Singapore, all'epoca colonia britannica, nei primi anni del XX secolo. Leslie Crosbie, un'inglese moglie di un piantatore di gomma in Malaysia, ha ucciso Geoffrey Hammond, un altro piantatore di gomma. La donna, che si giustifica affermando di aver agito per difendersi da un tentativo di stupro da parte di Hammond, è in attesa di giudizio. L'avvocato difensore Howard Joyce viene a sapere dal suo collaboratore cinese Ong Chi Seng che il giorno precedente l'omicidio Leslie Crosbie aveva scritto ad Hammond una lettera con la quale la donna invitava l'uomo a casa sua per l'indomani in quanto suo marito Robert sarebbe stato assente. L'avvocato Joyce paga 10.000 dollari per acquistare la lettera dalla concubina cinese del defunto Hammond.
Leslie viene assolta dall'accusa di omicidio. Joyce informa Robert della lettera e della somma pagata per entrarne in possesso. Robert gli rimborsa il danaro, che avrebbe dovuto utilizzare per l'acquisto di una abitazione, poi chiede conto a Leslie del significato del messaggio. Leslie gli confessa che Hammond era il suo amante ed è stato ucciso da lei per gelosia. Robert va via sconvolto. L'avvocato dice a Leslie che Robert la perdonerà perché non saprebbe vivere senza di lei. Leslie conclude che non ama il marito, ma non glielo dirà mai. La sua punizione consiste nel sapere che ha ucciso l'uomo che ama.

## Rappresentazioni
La prima rappresentazione avvenne al Playhouse Theatre di Londra il 25 febbraio 1927. Gladys Cooper interpretò Leslie Crosbie e Nigel Bruce quella del marito. La regia fu di Gerald du Maurier. Il dramma rimase in cartellone per 60 settimane.

## Adattamenti

### Opera lirica
- The Letter - opera lirica, libretto di Terry Teachout e musica di Paul Moravec. Prima rappresentazione: Santa Fe Opera il 25 luglio 2009, direttore: Patrick Summers[2]

### Cinema

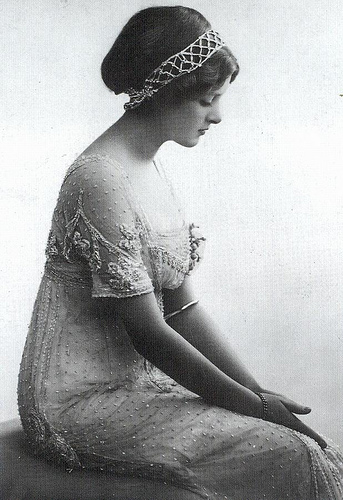
Gladys Cooper

- The Letter - film del 1929 diretto da Jean de Limur
- Quattro film girati pressoché contemporaneamente nel 1930-31 negli studi della Paramount a Joinville-le-Pont (Francia)[3]:
  - La donna bianca, film in lingua italiana diretto da Jack Salvatori
  - La lettre, film in lingua francese diretto da Louis Mercanton
  - Weib im Dschungel, film in lingua tedesca diretto da Dimitri Buchowetzki
  - La carta, film in lingua spagnola diretto da Adelqui Migliar
- Ombre malesi - film del 1940 diretto da William Wyler
- Le donne erano sole - film del 1947 diretto da Vincent Sherman
- Mutamenti del destino - film del 1987 diretto da Kira Muratova[4]